# Harold Demsetz
 (mars 2017).
Si vous disposez d'ouvrages ou d'articles de référence ou si vous connaissez des sites web de qualité traitant du thème abordé ici, merci de compléter l'article en donnant les références utiles à sa vérifiabilité et en les liant à la section « Notes et références ».
Harold Demsetz, né le 31 mai 1930 à Chicago et mort le 4 janvier 2019, est un professeur émérite d'économie à l'université de Californie à Los Angeles (UCLA).

## Biographie
Harold Demsetz a grandi dans le West Side de Chicago, petit-fils d'immigrants juifs ashkénazes originaires d'Europe centrale et orientale. Il a étudié l'ingénierie et la philosophie dans quatre universités. Alors qu'il était étudiant diplômé, il a publié un article dans Econometrica et le Journal of Political Economy.
Harold Demsetz a enseigné à l'université du Michigan (1958-1960), à l'UCLA (1960-1963) et à la Graduate School of Business à l'université de Chicago (1963-1971). En 1971, il retourna définitivement au département d'économie de l'UCLA, qu'il présida entre 1978 et 1980. Il a été affilié au Centre for Naval Analyses et à l'Institution Hoover.
Harold Demsetz est un membre de l'Académie américaine des arts et des sciences, un directeur de la Société du Mont-Pèlerin, et un ancien président de l'Association de l'économie occidentale.